# Saison 2 de The Leftovers
Chronologie
Saison 1 Saison 3
Cet article présente le guide des épisodes de la deuxième saison de la série télévisée américaine The Leftovers.

## Généralités
La totalité des épisodes de cette saison a pour constante la présence de Damon Lindelof parmi les scénaristes.
- Aux États-Unis, cette saison a été diffusée du 4 octobre 2015 au 6 décembre 2015 sur HBO.
- Au Canada, elle a été diffusée en simultané sur HBO Canada.
- En France, elle a été diffusée en version sous-titrée, un jour après la diffusion américaine du 5 octobre 2015 au 7 décembre 2015 sur OCS City[1].
- Au Québec, elle a été diffusée du 8 janvier 2016 au 11 mars 2016 sur Super Écran.

Le thème du générique est issu du morceau Let The Mystery Be de la chanteuse américaine Iris DeMent.

## Distribution

### Acteurs principaux
- Justin Theroux (VF : Jérôme Pauwels) : Shérif Kevin Garvey
- Amy Brenneman (VF : Véronique Augereau) : Laurie Garvey
- Margaret Qualley (VF : Kelly Marot) : Jill Garvey
- Chris Zylka (VF : Franck Lorrain) : Tommy Garvey
- Christopher Eccleston (VF : Lionel Tua) : Matt Jamison
- Carrie Coon (VF : Virginie Méry) : Nora Durst
- Liv Tyler (VF : Marie-Laure Dougnac) : Megan Abbott
- Ann Dowd (VF : Josiane Pinson) : Patti Levin
- Janel Moloney : Mary Jamison
- Regina King (VF : Laura Zichy) : Erika Murphy[2]
- Kevin Carroll (VF : Serge Faliu) : John Murphy, mari d'Erika[3]
- Jovan Adepo (VF : Geoffrey Loval) : Michael Murphy, fils d'Erika et John[3]

### Acteurs récurrents
- Scott Glenn (VF : Bernard Tiphaine) : Kevin Garvey Sr.
- Jasmin Savoy Brown (VF : Alice Taurand) : Evangeline « Evie » Murphy (saison 2)
- Darius McCrary : Isaac Rayney[3]
- Steven Williams (VF : Rody Benghezala) : Virgil[4]

## Épisodes

### Épisode 1:Axis Mundi
- États-Unis /  Canada : 4 octobre 2015 sur HBO[5] / HBO Canada
- France :
  - 5 octobre 2015 sur OCS City (en VOSTFr)
  - 27 février 2016 sur OCS City (en VF)
- Québec : 8 janvier 2016 sur Super Écran[6]
- Belgique : 5 mai 2016 sur Be tv

- États-Unis : 710 000 téléspectateurs[7] (première diffusion)

Durant la préhistoire, une femme enceinte sort d'une grotte dans la nuit alors que son groupe est en train de dormir. Pendant qu'elle est à l'extérieur, un tremblement de terre détruit l'entrée de la grotte. Se retrouvant seule, elle finit par accoucher par ses propres moyens. Un peu plus tard, tandis qu'elle cueille de la nourriture pour son enfant, celui-ci est attaqué par un serpent. Elle parvient à le sauver, mais est mortellement blessée. À l'agonie, incapable de traverser un cours d'eau, elle s'effondre sur le lit de la rivière. L'enfant est récupéré par une autre femme.

### Épisode 2:Une question de géographie
- États-Unis /  Canada : 11 octobre 2015 sur HBO / HBO Canada
- France :
  - 12 octobre 2015 sur OCS City (en VOSTFr)
  - 27 février 2016 sur OCS City (en VF)
- Québec : 15 janvier 2016 sur Super Écran[6]
- Belgique : 5 mai 2016 sur Be tv

- États-Unis : 550 000 téléspectateurs[8] (première diffusion)

### Épisode 3:Contrepartie
- États-Unis /  Canada : 18 octobre 2015 sur HBO / HBO Canada
- France :
  - 19 octobre 2015 sur OCS City (en VOSTFr)
  - 5 mars 2016 sur OCS City (en VF)
- Québec : 22 janvier 2016 sur Super Écran[6]
- Belgique : 12 mai 2016 sur Be tv

- États-Unis : 780 000 téléspectateurs[9] (première diffusion)

Un flashback retrace les événements qui ont eu lieu pour Laurie et Tommy : Laurie a quitté la secte et a créé un groupe de soutien qu'elle dirige, tandis que Tommy a rejoint la secte, mais seulement dans le but de l'infiltrer et de ramener des membres jusqu'à Laurie, afin que cette dernière puisse les aider à quitter la secte à leur tour. C'est ce qu'elle fait avec une femme, qu'elle arrive à convaincre de quitter la secte et de retourner chez elle avec son mari. Cependant, Laurie a des problèmes d'argent et n'arrive pas à payer le local pour son groupe de soutien, et ce dernier se retrouve alors fermé. Laurie, qui écrit un livre sur son ordinateur part le retrouver, afin de pouvoir en tirer des fonds auprès d'un éditeur. Tommy, de son côté, tente de convaincre une femme dans la secte de le rejoindre, mais cette dernière prévient les autres, et Tommy est alors enfermé et menotté dans un camion. Arrive alors Meg, qui le force à avoir une relation sexuelle avec elle, avant de le jeter dehors et le menacer de le brûler vif. Finalement, elle le laisse vivre et lui dit de passer le bonjour à Laurie. 
Cette dernière obtient un rendez-vous avec un éditeur pour son livre, et ce dernier ravive de très mauvais souvenirs à Laurie. Elle perd alors le contrôle et l'attaque, et finit en garde à vue. Tommy commence à douter de ce qu'ils font tous les deux, d'autant plus que la femme que Laurie avait aidée se suicide en provoquant un accident de voiture.

### Épisode 4:Autocollant orange
- États-Unis /  Canada : 25 octobre 2015 sur HBO / HBO Canada
- France :
  - 26 octobre 2015 sur OCS City (en VOSTFr)
  - 5 mars 2016 sur OCS City (en VF)
- Québec : 29 janvier 2016 sur Super Écran[6]
- Belgique : 12 mai 2016 sur Be tv

- États-Unis : 520 000 téléspectateurs[10] (première diffusion)

De retour dans le présent à Jarden, Nora se réveille à la suite d'un tremblement de terre et découvre que Kevin a disparu. Craignant le pire, elle commence à paniquer, avant que Kevin ne revienne à la maison. Il explique s’être réveillé au fond d'un lac, mais il ne se souvient pas comment il y est arrivé, ni ce qu'il a fait. Ils conviennent tous les deux que Kevin devrait garder le silence au sujet de son aventure nocturne, notamment à cause de la disparition des filles. Kevin se joint à l'équipe de recherche sur le lac, avec l'objectif de retrouver son téléphone, qu'il a perdu la veille. Le soir, après l'avoir trouvé, il rencontre par hasard un John troublé, qui lui propose de le reconduire chez lui, mais au lieu de cela, il conduit jusqu'au motel où Isaac, l'homme qui avait prédit le sort malheureux de John, habite. John attaque Isaac avec une batte de baseball, tandis que Kevin tente de contenir sa rage. Issac tire sur John en légitime défense, après quoi Kevin ramène John jusqu'à Erika pour qu'elle puisse le soigner. Pendant ce temps, Nora rend visite à Matt pour se rassurer. Il lui raconte la nuit où lui et Mary sont arrivés en ville, et comment Mary s'est remise à parler et à bouger avant que tout ne redevienne comme avant. 

### Épisode 5:Pas de place pour eux dans l’hôtellerie
- États-Unis /  Canada : 1er novembre 2015 sur HBO / HBO Canada
- France :
  - 2 novembre 2015 sur OCS City (en VOSTFr)
  - 12 mars 2016 sur OCS City (en VF)
- Québec : 5 février 2016 sur Super Écran[6]
- Belgique : 19 mai 2016 sur Be tv

- États-Unis : 625 000 téléspectateurs[11] (première diffusion)

### Épisode 6:Les Loupes
- États-Unis /  Canada : 8 novembre 2015 sur HBO / HBO Canada
- France :
  - 9 novembre 2015 sur OCS City (en VOSTFr)
  - 12 mars 2016 sur OCS City (en VF)
- Québec : 12 février 2016 sur Super Écran[6]
- Belgique : 19 mai 2016 sur Be tv

- États-Unis : 640 000 téléspectateurs[12] (première diffusion)

### Épisode 7:Un adversaire très puissant
- États-Unis /  Canada : 15 novembre 2015 sur HBO / HBO Canada
- France :
  - 16 novembre 2015 sur OCS City (en VOSTFr)
  - 19 mars 2016 sur OCS City (en VF)
- Québec : 19 février 2016 sur Super Écran[6]
- Belgique : 26 mai 2016 sur Be tv

- États-Unis : 700 000 téléspectateurs[13] (première diffusion)

### Épisode 8:Tueur international
- États-Unis /  Canada : 22 novembre 2015 sur HBO / HBO Canada
- France :
  - 23 novembre 2015 sur OCS City (en VOSTFr)
  - 19 mars 2016 sur OCS City (en VF)
- Québec : 26 février 2016 sur Super Écran[6]
- Belgique : 26 mai 2016 sur Be tv

- États-Unis : 610 000 téléspectateurs[14] (première diffusion)

### Épisode 9:Dix treize
- États-Unis /  Canada : 29 novembre 2015 sur HBO / HBO Canada
- France :
  - 30 novembre 2015 sur OCS City (en VOSTFr)
  - 26 mars 2016 sur OCS City (en VF)
- Québec : 4 mars 2016 sur Super Écran
- Belgique : 2 juin 2016 sur Be tv

- États-Unis : 860 000 téléspectateurs[15] (première diffusion)

### Épisode 10:J'habite ici maintenant
- États-Unis /  Canada : 6 décembre 2015 sur HBO[16] / HBO Canada
- France :
  - 7 décembre 2015 sur OCS City (en VOSTFr)
  - 26 mars 2016 sur OCS City (en VF)
- Québec : 11 mars 2016 sur Super Écran
- Belgique : 2 juin 2016 sur Be tv

- États-Unis : 990 000 téléspectateurs[17] (première diffusion)